# Места
Ме́ста (болг. Места), Не́стос (греч. Νέστος) — река в Болгарии и Греции, впадающая в Эгейское море.
Места берёт начало в юго-западной Болгарии в горах Рила при слиянии рек Черна-Места и Бяла-Места, на протяжении 126 км течёт по болгарской территории, около 104 км по греческой Македонии и Фракии, впадая в море около острова Тасос.
Крупнейший приток Месты — река Доспат.
Расход воды от 14,62 м³/с при слиянии Черна-Места и Бяла-Места, в районе Хаджидимово — около 29,85 м³/с, у границы Болгарии и Греции около 32 м³/с.

## Античная география
В античной географии река была известна как Несс (др.-греч. Νέσσος) или Нест (Νέστος). Фукидид утверждал, что реки Оский (Искыр), Несс и Гебр (Марица) стекали с необитаемой, великой горы, которая примыкает к горам Родопы. Аристотель в «Метеорологике» пишет, что реки Стримон (Струма), Несс и Гебр стекали с горы Скомбр (Σκόμβρος ή Σκόμβρον), ныне — Витоша, в горной цепи Гем (др.-греч. Αἶμος, лат. Haemus), ныне — Стара-Планина.